# Agrothereutes subovalis
Agrothereutes subovalis är en stekelart som först beskrevs av Pfankuch 1914.  Agrothereutes subovalis ingår i släktet Agrothereutes och familjen brokparasitsteklar. Inga underarter finns listade i Catalogue of Life.